# 滇短萼齿木
滇短萼齿木（学名：Brachytome hirtellata）为茜草科短萼齿木属下的一个种。